# Bois balai
Turraea laciniosa
Ne doit pas être confondu avec Bois de balai.
Espèce
Classification phylogénétique
Le bois balai (Turraea laciniosa) est une espèce de plantes à fleurs de la famille des Meliaceae. C'est un arbuste endémique de l'île Rodrigues, dans l'océan Indien. L'espèce est menacée de disparition.

## Distribution
Les populations les plus importantes se trouvent à Grande Montagne, Mont Malartic et Mont Cimetière. On trouve quelques individus isolés à Rivière Baleine et Saint d'Or.

## Description
Le bois balai est un arbrisseau ou arbuste atteignant six mètres de hauteur. Ses fleurs sont d'un blanc crème.

## Utilisation
Une décoction à partir de l'écorce sert à traiter les migraines et les maux de tête.

## Synonyme
- Quivisia laciniata Balf.f.